# Uzama
Die Uzama oder Uzama N’Ihiron, die sogenannten Königsmacher, sind die ältesten Chief-Titel des Königreichs Benin. In der politischen Hierarchie des Königreichs kamen sie direkt nach dem Ọba (König). Sie waren an allen wichtigen Entscheidungen und der Beratung neuer Gesetze beteiligt. Ihre wichtigste Aufgabe war jedoch die Inthronisation des Ọbas. Es gibt sieben Uzama: Oliha, Edọhẹn, Ẹro, Ehọlọ N'Ire, Olọtọn, Ezọmọ und Edaikẹn. Es handelt sich um Erb-Titel, die noch heute bestehen. Die Uzama beteiligen sich bis heute an den im ehemaligen Königreich Benin aufrechterhaltenen und praktizierten Zeremonien und Riten wie zum Beispiel dem Iguẹ-Fest.

## Geschichte

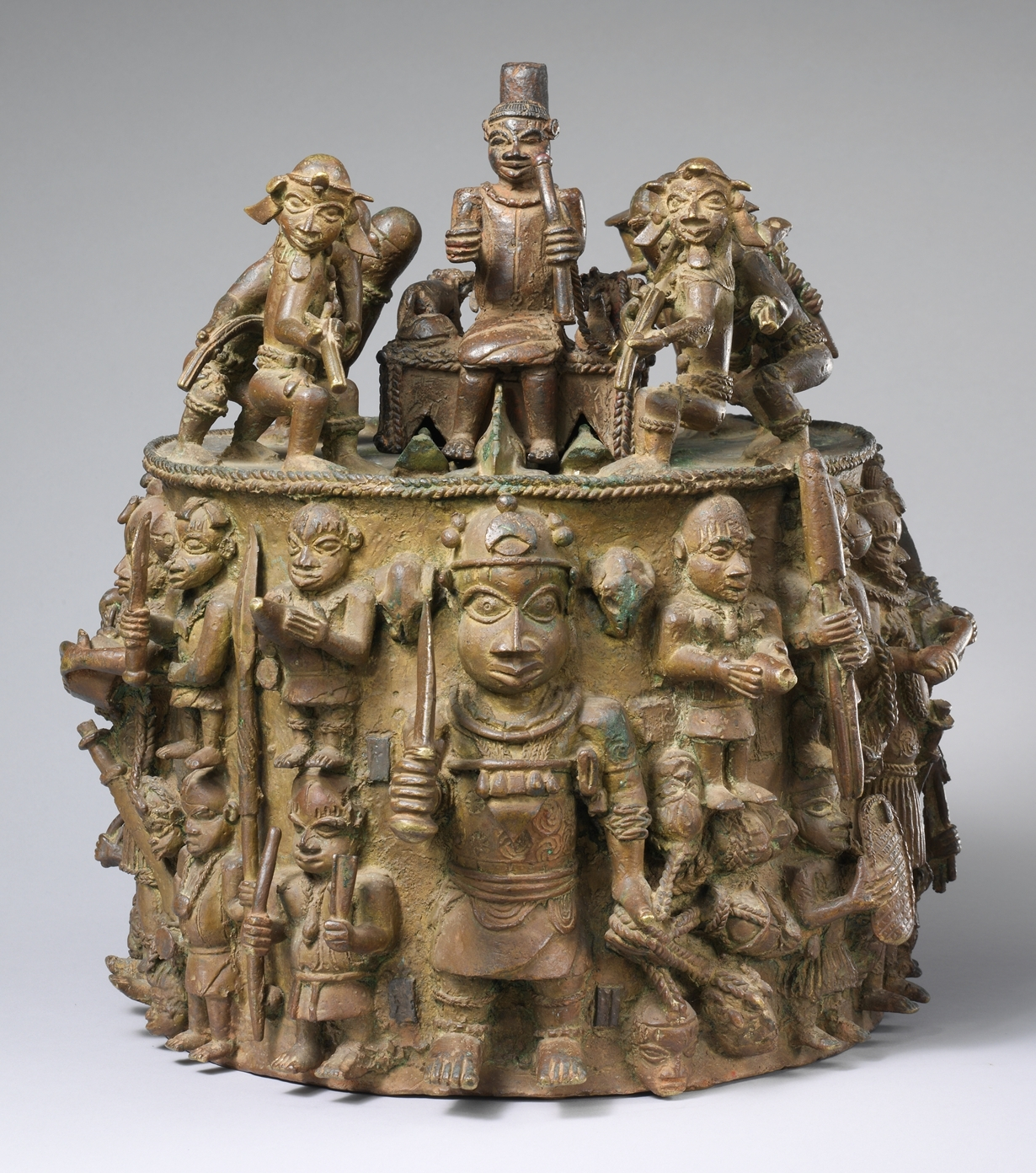
Ikegobo (Altar für die Hand) für den Ezomo Ehenua aus der Zeit des Ọba Akenzua I. In der Mitte ist der Ezomo als größte Figur dargestellt.

Die Uzama gab es schon während der Ogiso-Dynastie, die etwa vom 9. bis zum 12. Jahrhundert bestand. Damals wurden sie Ediọn n’Enẹ (Älteste) genannt. Die Ogiso-Herrscher waren primus inter pares (Erster unter Gleichen) der Ediọn. Die späteren Uzama waren in ihren Gebieten gleichsam kleine Ọbas, deren Hofhaltung derjenigen des Königs nicht nachstand. Um 1200 etablierte sich unter Mithilfe der später zu Königsmachern erklärten Ediọn eine neue Dynastie, die nun den Königstitel Ọba führte. Der erste Ọba, Eweka I., wurde im Palast in Usama gekrönt, wo sich auch die Paläste der Ediọn n’Enẹ befanden. Ọba Eweka I. gründete den Rat der Königsmacher, der aus den Ediọn Oliha, Edọhẹn, Ẹro, Ehọlọ N'Ire und Olọtọn bestand. Ihre Titel erklärte er zu Erbtiteln.
Da es Rivalitäten und Machtkämpfe zwischen Ọba und den Uzama gab, verlegte Ọba Ẹwẹdo im 13. Jahrhundert seinen Palast an den einen Kilometer entfernten heutigen Standort, um sich dem Zugriff der Uzama zu entziehen. Der alte Palast in Usama wurde von da an nur noch für die Krönungszeremonie verwendet. Die Uzama hatten weiterhin das Recht, ihre Dörfer eigenständig zu verwalten und in ihrem Einflussbereich Titel zu verleihen. Zudem waren sie die Hüter verschiedener Schreine des Königreichs. Andere Aufgaben betrafen die Kriegsführung (ab dem 18. Jahrhundert der Ezọmọ), die Bewachung des nordwestlichen Stadttores von Benin, die Sorge um Thronfolger und Königinmutter (Iy’Ọba) (der Ẹro) und die Verantwortung für den Altar von Azama (der Olọtọn). Ihre wichtigste Pflicht war nun jedoch die Inthronisierung des Ọbas. Politisch waren sie an allen wichtigen Entscheidungen und der Beratung neuer Gesetze beteiligt. Ihr Einfluss war wohl in Zeiten von Streitigkeiten und Meinungsverschiedenheiten zwischen den städtischen und höfischen Würdenträgern am größten.
Im 15. Jahrhundert führte Ọba Ẹwuare I. die Würde des Edaikẹn (Kronprinz) ein und fügte sie den Uzama hinzu. Daneben schuf er als Gegengewicht zu den Uzama noch weitere neue Titel. Im 18. Jahrhundert ernannte Ọba Akenzua I. den Ezọmọ (Heerführer) ebenfalls zu einem Uzama, so dass die Gruppe nun aus sieben Königsmachern bestand. Ebenfalls im 18. Jahrhundert etablierte sich im Königreich das Erstgeburtsrecht, so dass jeweils der älteste Sohn des Ọba König wurde. Damit war die Rolle der Uzama als Königsmacher nur noch nominell. Dazu kam, dass immer neue Titel und Titelgruppen – Eghaevbo N’Ore (städtische Titelträger) und Eghaevbo N’Ogbe (höfische Titelträger) – durch die Ọbas geschaffen wurden, so dass sie die Machtgruppen gegeneinander ausspielen konnten. Im 19. Jahrhundert ging der politische Einfluss der Uzama zurück.
Auch nach dem Ende des Königreichs Benin mit der sogenannten britischen Strafexpedition von 1897 bestand die Gruppe der Uzama weiter. 1914 wurde die Monarchie wiederhergestellt und Ọba Eweka II. bestieg den Thron. Er nahm die Rituale des Königreichs in verkürzter Form wieder auf. Die Uzama sind dabei wie früher beteiligt, sowohl an den Krönungszeremonien wie auch an den Ritualen im Rahmen des jährlichen Iguẹ-Festes.

## Mitglieder der Uzama
1. Oliha: Der Oliha ist der Oberpriester und das Oberhaupt der Uzama. Er spielt eine entscheidende Rolle bei der Zeremonie zur Einsetzung eines neuen Ọba, indem er den Edaikẹn zum Ọba ausruft. Aus diesem Grund ist er der einzige Mensch, der während Zeremonien nicht vor dem Ọba kniet. Wenn er stirbt, wird sein Nachfolger persönlich vom Ọba in sein Amt eingesetzt, während die Einsetzung aller anderen Ämter durch den Iyasẹ, den obersten städtischen Titelträger, erfolgt. In der mündlichen Überlieferung spielt der Oliha bis zur Zeit des Ọba Esigie im 16. Jahrhundert die Rolle des wichtigsten Gegenspielers des Ọba. In der Zeit danach hatte diese Rolle der Iyasẹ inne. Während des Ugie-Iron-Rituals, das heute als Teil des Iguẹ-Fests durchgeführt wird, findet die frühere Rivalität Ausdruck in dem dabei durchgeführten Scheingefecht zwischen den Uzama und dem Ọba. Der Oliha ist Herrscher der Stadt Oliha.[2][5]
2. Edọhẹn: Der Edọhẹn steht unter den Uzama an zweiter Stelle. Sein Herrschaftsgebiet heißt Idunmwu-Edọhẹn. Während der Krönungszeremonie für einen neuen Ọba, bevor der Oliha den Edaikẹn zum Ọba erklärt, ruft der Edọhẹn viermal seinen eigentlichen Namen.[2]
3. Ezọmọ: Der Ezọmọ steht unter den Uzama an dritter Stelle. Ursprünglich wurde dieser Titel jeweils einem großen Krieger verliehen. Er leitete die meisten Feldzüge des Reichs und rekrutierte Männer für die Armee, wodurch er großen Einfluss hatte. Da er jedoch keine eigene Armee hatte, besaß er kein physisches Machtmonopol. Ọba Akẹnzua I. machte den Titel erblich und verlieh dem Ezọmọ besondere Privilegien. Der Ezọmọ war für die Verwaltung von Uzẹbu zuständig.[2][3]
4. Ẹro: Der Ẹro steht unter den Uzama an vierter Stelle. Er ist der Wächter des nordwestlichen Stadttores von Benin. Außerdem ist er für die Königinmutter (Iy'Ọba) und den Edaikẹn (Thronfolger) verantwortlich, deren Uselu-Paläste in der Nähe seines Herrschaftsbereichs liegen. Vor der Herrschaft von Ọba Ẹwuare I. war der Ẹro der Vorgesetzte des Chief Ezọmọ. Sein Herrschaftsbereich ist Urubi.[2]
5. Ehọlọ N'Ire: Der Ehọlọ N'Ire steht unter den Uzama an fünfter Stelle. Er ist der Hüter des Ire-Schreins. Seine Aufgabe ist zudem, die Ughọrọn bei der Aufrechterhaltung der Tradition der Ahnenverehrung und der Aufbewahrung von Aufzeichnungen im Land zu beaufsichtigen. Er ist Herrscher über das Dorf Ire.[2]
6. Olọtọn: Der Olọtọn steht unter den Uzama an sechster Stelle. Er ist der Hüter des Azama-Schreins, wo während besonderer Zeremonien Opfergaben dargebracht werden, um den ältesten Sohn und die älteste Tochter des Ọba zu ehren.[2]
7. Edaikẹn: Der Edaikẹn ist der Thronfolger von Benin. Er steht unter den Uzama an siebter Stelle. Sein Herrschaftsgebiet ist Uselu. Sein Palast dort ist als Ẹguae-Edaikẹn bekannt.[2]